# Schlechteranthus
Schlechteranthus is een geslacht uit de ijskruidfamilie (Aizoaceae). De soorten uit het geslacht komen voor in de Kaapprovincie in Zuid-Afrika.

## Soorten
- Schlechteranthus abruptus (A.Berger) R.F.Powell
- Schlechteranthus albiflorus (L.Bolus) Klak
- Schlechteranthus connatus (L.Bolus) R.F.Powell
- Schlechteranthus diutinus (L.Bolus) Klak
- Schlechteranthus hallii L.Bolus
- Schlechteranthus holgatensis Klak
- Schlechteranthus inclusus (L.Bolus) R.F.Powell
- Schlechteranthus maximiliani Schwantes
- Schlechteranthus parvus R.F.Powell & Klak
- Schlechteranthus pungens (H.E.K.Hartmann) R.F.Powell
- Schlechteranthus spinescens (L.Bolus) R.F.Powell
- Schlechteranthus steenbokensis (H.E.K.Hartmann) Klak
- Schlechteranthus stylosus (L.Bolus) R.F.Powell
- Schlechteranthus subglobosus (L.Bolus) R.F.Powell
- Schlechteranthus tetrasepalus (L.Bolus) R.F.Powell

... · 
Antimima · 
Argyroderma · 
Carpobrotus · 
Disphyma · 
Dorotheanthus · 
Gibbaeum · 
Lapidaria · 
Lithops · 
Mesembryanthemum · 
Sceletium · 
Tetragonia · 
...